# 중문대사전
『중문대사전』(中文大辭典)은 중화민국의 정부기구인 국방위원회가 중심이 되고 중국학술원이 실무작업을 맡아 편낸 한자사전이다.

## 편찬 역사
일본의 한학자였던 모로하시가 펴낸 일본의 『대한화사전(大漢和辞典)』에 자극을 받아 중화민국의 정부기구인 국방위원회가 중심이 되고 중국학술원이 실무작업을 맡아 10년(1962년) 만에 완간한 한자사전이다.

## 특징
전 10권, 5만여 자, 40만 어휘(단어)가 수록되어 있다. 참고로 중국 대륙의 가장 권위있는 중국어 사전인 현대한어사전(現代漢語詞典)은 올해 초 6판이 인쇄됐으며 기존 수록어 6만5천개에 3천여개의 용어들이 새로 들어갔다고 전한다.

## 같이 보기
- 한국 『한한대사전』
- 일본 『대한화사전』
- 중국 『한어대사전』

## 참고 자료
- 「교양인을 위한 우리 한문」, 한문의 학습과 참고도서, 우리한문연구회 저, 소명출판(2001년, 36~38p)